# Spoorlijn Bex - Bretaye
De spoorlijn Bex - Villars - Bretaye is een Zwitserse bergspoorlijn tussen Bex - Villars-sur-Olion - Col-de-Bretaye van de voormalige spoorwegmaatschappij Chemin de fer Bex-Villars-Bretaye (BVB) gelegen in het kanton Vaud.

## Geschiedenis

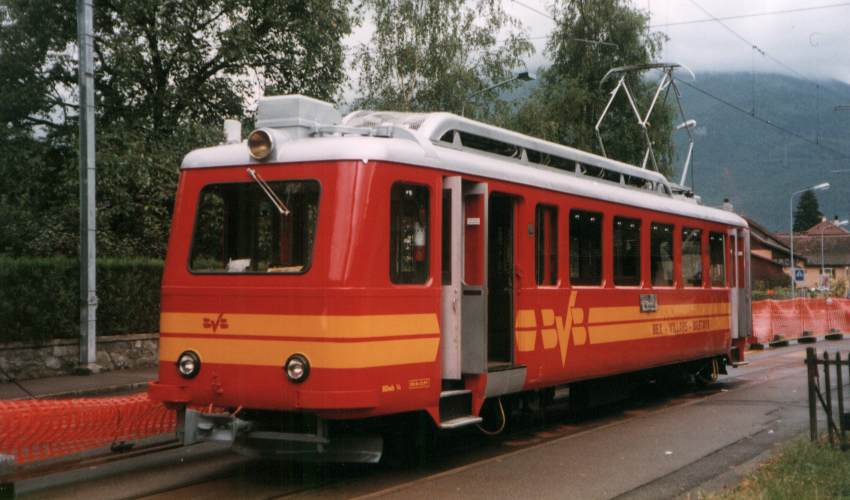
Motorwagen van de BVB

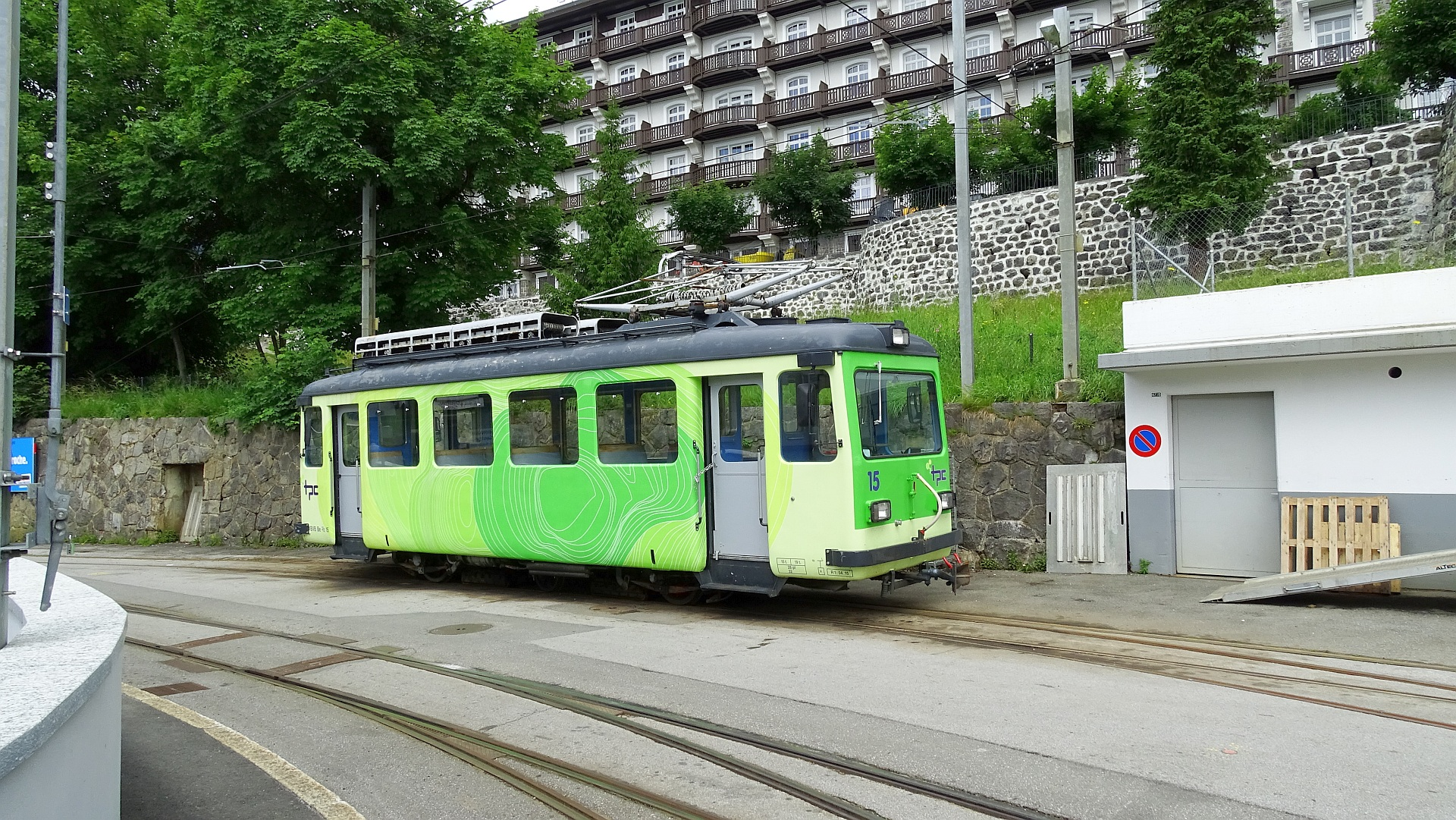
Tram van de BVB

De Chemin de fer Bex-Gryon-Villars-Chesières (BGVC) opende in 1906 het traject van Bex naar Gryon enVillars en Chesières.
In het verlengde van de BGVC opende de Chemin de fer Villars-Bretaye (VB) in 1913 het traject van Villars naar Bretaye.
In 1942 fuseerden de Chemin de fer Bex-Gryon-Villars-Chesières en de Chemin de fer Villars-Bretaye tot de Chemin de fer Bex-Villars-Bretaye.
Het traject Villars - Chesières werd in de jaren zestig afgebroken en door een busdienst vervangen.
Het 17,1 kilometer lange traject loopt van het SBB-station in Bex gelegen in het Rhônedal met een spoorwijdte van 1.000 mm en een tandstaaf Abt. Het tandstaaftraject is 5,3 kilometer lang en heeft een helling tot 200‰.
De Transports Publics du Chablais SA (TPC) was sinds 1975 een samenwerkingsverband van de AL, ASD en de BVB. In 1977 voegde de AOMC zich bij de TPC.

### Fusie
De Transports Publics du Chablais SA (TPC) is een Zwitserse onderneming die ontstond in 1999 door de fusie van:
- Chemin de fer Bex-Villars-Bretaye (BVB)
- Chemin de fer Aigle-Leysin (AL)
- Chemin de fer Aigle-Sépey-Diablerets (ASD)
- Chemin de fer Aigle-Ollon-Monthey-Champéry (AOMC)

## Tandradsysteem
De Chemin de fer Bex-Villars-Bretaye maakt gebruik van het tandradsysteem Abt. Abt is een systeem voor tandradspoorwegen, ontwikkeld door de Zwitserse ingenieur Carl Roman Abt (1850-1933).

## Elektrische tractie
Het traject van de BVB werd geëlektrificeerd met een spanning 750 volt gelijkstroom.